# Chặng đua MotoGP Bồ Đào Nha 2022
Chặng đua MotoGP Bồ Đào Nha 2022 là chặng đua thứ 5 của mùa giải đua xe MotoGP 2022. Chặng đua diễn ra từ ngày 22/04/2022 đến ngày 24/04/2022 ở trường đua Algarve, Bồ Đào Nha. Tay đua giành chiến thắng thể thức MotoGP là Fabio Quartararo của đội đua Yamaha.

## Kết quả phân hạng thể thức MotoGP
| Fastest session lap |

| Stt                | Số xe | Tay đua               | Xe      | Kết quả phân hạng | Kết quả phân hạng | Xuất phát       | Hàng xuất phát |
| Stt                | Số xe | Tay đua               | Xe      | Q1                | Q2                | Xuất phát       | Hàng xuất phát |
| ------------------ | ----- | --------------------- | ------- | ----------------- | ----------------- | --------------- | -------------- |
| 1                  | 5     | Johann Zarco          | Ducati  | Vào thẳng Q2      | 1:42.003          | 1               | 1              |
| 2                  | 36    | Joan Mir              | Suzuki  | Vào thẳng Q2      | 1:42.198          | 2               | 1              |
| 3                  | 41    | Aleix Espargaró       | Aprilia | Vào thẳng Q2      | 1:42.235          | 3               | 1              |
| 4                  | 43    | Jack Miller           | Ducati  | Vào thẳng Q2      | 1:42.503          | 4               | 2              |
| 5                  | 20    | Fabio Quartararo      | Yamaha  | Vào thẳng Q2      | 1:42.716          | 5               | 2              |
| 6                  | 72    | Marco Bezzecchi       | Ducati  | Vào thẳng Q2      | 1:42.716          | 6               | 2              |
| 7                  | 73    | Álex Márquez          | Honda   | 1:46.316          | 1:42.903          | 7               | 3              |
| 8                  | 10    | Luca Marini           | Ducati  | 1:47.199          | 1:43.179          | 8               | 3              |
| 9                  | 93    | Marc Márquez          | Honda   | Vào thẳng Q2      | 1:43.575          | 9               | 3              |
| 10                 | 44    | Pol Espargaró         | Honda   | Vào thẳng Q2      | 1:43.832          | 10              | 4              |
| 11                 | 88    | Miguel Oliveira       | KTM     | Vào thẳng Q2      | 1:44.066          | 11              | 4              |
| 12                 | 33    | Brad Binder           | KTM     | Vào thẳng Q2      | 1:44.710          | 12              | 4              |
| 13                 | 89    | Jorge Martín          | Ducati  | 1:47.936          | N/A               | 13              | 5              |
| 14                 | 12    | Maverick Viñales      | Aprilia | 1:49.332          | N/A               | 14              | 5              |
| 15                 | 49    | Fabio Di Giannantonio | Ducati  | 1:49.639          | N/A               | 15              | 5              |
| 16                 | 4     | Andrea Dovizioso      | Yamaha  | 1:49.695          | N/A               | 16              | 6              |
| 17                 | 30    | Takaaki Nakagami      | Honda   | 1:49.889          | N/A               | 17              | 6              |
| 18                 | 23    | Enea Bastianini       | Ducati  | 1:50.618          | N/A               | 18              | 6              |
| 19                 | 21    | Franco Morbidelli     | Yamaha  | 1:50.702          | N/A               | 19              | 7              |
| 20                 | 87    | Remy Gardner          | KTM     | 1:50.953          | N/A               | 20              | 7              |
| 21                 | 32    | Lorenzo Savadori      | Aprilia | 1:51.307          | N/A               | 21              | 7              |
| 22                 | 40    | Darryn Binder         | Yamaha  | 1:51.639          | N/A               | 22              | 8              |
| 23                 | 42    | Álex Rins             | Suzuki  | 1:52.300          | N/A               | 23              | 8              |
| 24                 | 25    | Raúl Fernández        | KTM     | 1:53.603          | N/A               | Không đua chính |                |
| NC                 | 63    | Francesco Bagnaia     | Ducati  | No time           | N/A               | 24              | 8              |
| Kết quả chính thức |       |                       |         |                   |                   |                 |                |

## Kết quả đua chính thể thức MotoGP
| Stt                                                        | Số xe | Tay đua               | Đội đua                      | Xe      | Lap | Kết quả         | Xuất phát | Điểm |
| ---------------------------------------------------------- | ----- | --------------------- | ---------------------------- | ------- | --- | --------------- | --------- | ---- |
| 1                                                          | 20    | Fabio Quartararo      | Monster Energy Yamaha MotoGP | Yamaha  | 25  | 41:39.611       | 5         | 25   |
| 2                                                          | 5     | Johann Zarco          | Pramac Racing                | Ducati  | 25  | +5.409          | 1         | 20   |
| 3                                                          | 41    | Aleix Espargaró       | Aprilia Racing               | Aprilia | 25  | +6.068          | 3         | 16   |
| 4                                                          | 42    | Álex Rins             | Team Suzuki Ecstar           | Suzuki  | 25  | +9.633          | 23        | 13   |
| 5                                                          | 88    | Miguel Oliveira       | Red Bull KTM Factory Racing  | KTM     | 25  | +13.573         | 11        | 11   |
| 6                                                          | 93    | Marc Márquez          | Repsol Honda Team            | Honda   | 25  | +16.163         | 9         | 10   |
| 7                                                          | 73    | Álex Márquez          | LCR Honda Castrol            | Honda   | 25  | +16.183         | 7         | 9    |
| 8                                                          | 63    | Francesco Bagnaia     | Ducati Lenovo Team           | Ducati  | 25  | +16.511         | 24        | 8    |
| 9                                                          | 44    | Pol Espargaró         | Repsol Honda Team            | Honda   | 25  | +16.769         | 10        | 7    |
| 10                                                         | 12    | Maverick Viñales      | Aprilia Racing               | Aprilia | 25  | +18.063         | 14        | 6    |
| 11                                                         | 4     | Andrea Dovizioso      | WithU Yamaha RNF MotoGP Team | Yamaha  | 25  | +29.029         | 16        | 5    |
| 12                                                         | 10    | Luca Marini           | Mooney VR46 Racing Team      | Ducati  | 25  | +29.249         | 8         | 4    |
| 13                                                         | 21    | Franco Morbidelli     | Monster Energy Yamaha MotoGP | Yamaha  | 25  | +33.354         | 19        | 3    |
| 14                                                         | 87    | Remy Gardner          | Tech3 KTM Factory Racing     | KTM     | 25  | +40.205         | 20        | 2    |
| 15                                                         | 72    | Marco Bezzecchi       | Mooney VR46 Racing Team      | Ducati  | 25  | +46.052         | 6         | 1    |
| 16                                                         | 30    | Takaaki Nakagami      | LCR Honda Idemitsu           | Honda   | 25  | +49.569         | 17        |      |
| 17                                                         | 40    | Darryn Binder         | WithU Yamaha RNF MotoGP Team | Yamaha  | 25  | +50.303         | 22        |      |
| Ret                                                        | 32    | Lorenzo Savadori      | Aprilia Racing               | Aprilia | 24  | Tai nạn         | 21        |      |
| Ret                                                        | 49    | Fabio Di Giannantonio | Gresini Racing MotoGP        | Ducati  | 21  | Hư xe           | 15        |      |
| Ret                                                        | 36    | Joan Mir              | Team Suzuki Ecstar           | Suzuki  | 18  | Va chạm         | 2         |      |
| Ret                                                        | 43    | Jack Miller           | Ducati Lenovo Team           | Ducati  | 18  | Va chạm         | 4         |      |
| Ret                                                        | 33    | Brad Binder           | Red Bull KTM Factory Racing  | KTM     | 17  | Tai nạn         | 12        |      |
| Ret                                                        | 23    | Enea Bastianini       | Gresini Racing MotoGP        | Ducati  | 9   | Tai nạn         | 18        |      |
| Ret                                                        | 89    | Jorge Martín          | Pramac Racing                | Ducati  | 4   | Tai nạn         | 13        |      |
| DNS                                                        | 25    | Raúl Fernández        | Tech3 KTM Factory Racing     | KTM     |     | Không đua chính |           |      |
| Fastest lap: Fabio Quartararo (Yamaha) – 1:39.435 (lap 10) |       |                       |                              |         |     |                 |           |      |
|                                                            |       |                       |                              |         |     |                 |           |      |

## Bảng xếp hạng sau chặng đua
|   | Stt | Tay đua          | Điểm |
| - | --- | ---------------- | ---- |
| 4 | 1   | Fabio Quartararo | 69   |
|   | 2   | Álex Rins        | 69   |
|   | 3   | Aleix Espargaró  | 66   |
| 3 | 4   | Enea Bastianini  | 61   |
| 3 | 5   | Johann Zarco     | 51   |

|   | Stt | Xưởng đua | Điểm |
| - | --- | --------- | ---- |
|   | 1   | Ducati    | 106  |
|   | 2   | KTM       | 70   |
|   | 3   | Suzuki    | 70   |
| 1 | 4   | Yamaha    | 69   |
| 1 | 5   | Aprilia   | 67   |

|   | Stt | Đội đua                      | Điểm |
| - | --- | ---------------------------- | ---- |
|   | 1   | Team Suzuki Ecstar           | 115  |
| 1 | 2   | Aprilia Racing               | 91   |
| 3 | 3   | Monster Energy Yamaha MotoGP | 86   |
| 2 | 4   | Red Bull KTM Factory Racing  | 81   |
|   | 5   | Pramac Racing                | 79   |